# Himilco
Himilco – (pravděpodobně 5. století př. n. l.), mořeplavec a cestovatel ze starověkého Kartága, který byl vyslán z čistě komerčních důvodů za hranice tehdy pro Kartágo známého světa. Touto hranicí byl Féničany ovládaný Cádiz (přístav na jihozápadě pyrenejského poloostrova), kde pod jejich kontrolou probíhal čilý obchod s cínem. Významná surovina, ve Středomoří téměř nedostupná, pocházela odněkud ze „severu“, z místa, které nazývali „Cínové ostrovy“ (pravděpodobně jihozápadní pobřeží Britských ostrovů).

S flotilou čítající až 60 lodí se vydal Himilco na cestu do neznáma. Na cestu, při které bylo jeho cílem najít Cínové ostrovy a zajistit tak dodávku cínu přímo pro Kartágo. Plavba, která trvala téměř 4 měsíce, byla nejspíše úspěšná. Z nepřímých záznamů (dochované zprávy pocházejí z pera římského spisovatele Plinia Staršího – asi z 1. století n. l. a Rufa Festa Aviena – ze 4. století n. l.), které se o jeho plavbě dochovaly, lze vyčíst, že Himilco doplul k území „Oestrumindes“, o kterém však není známo, co znamenalo. Usuzuje se, že mohlo jít i o jihozápadní část Britských ostrovů, ale také o ostrovy Scilly nebo bretaňský poloostrov ve Francii.

Himilco se po téměř roční plavbě úspěšně vrátil z celou svou flotilou zpět do Kartága a o své cestě sepsal zevrubnou zprávu, která se postupem času ztratila.